# Bolivaritettix hechiensis
Bolivaritettix hechiensis är en insektsart som beskrevs av Deng, W.-a., Z. Zheng och S.-z. Wei 2008. Bolivaritettix hechiensis ingår i släktet Bolivaritettix och familjen torngräshoppor. Inga underarter finns listade i Catalogue of Life.